# Astiphromma caecum
Astiphromma caecum är en stekelart som beskrevs av Schwenke 1999. Astiphromma caecum ingår i släktet Astiphromma och familjen brokparasitsteklar. Inga underarter finns listade.